# Włodzimierz Szewczuk
Włodzimierz Ludwik Szewczuk (ur. 2 kwietnia 1913 w Jaśle, zm. 4 lutego 2002) – polski psycholog.

## Życiorys
W latach 1945–1948 był członkiem PPR, od 1948 roku należał do PZPR. W latach 1967–1981 członek, w latach 1976–1981 zastępca przewodniczącego Wojewódzkiej Komisji Kontroli Partyjnej PZPR w Krakowie. W latach 1960–1983 był profesorem Uniwersytetu Jagiellońskiego, a 1968–1981 – dyrektorem Instytutu Psychologii UJ. Zajmował się głównie psychologią pamięci i myślenia, problematyką osobowości i biegu życia ludzkiego, zagadnieniami teoretyczno-historycznymi, autor wielu prac, redaktor i współautor Słownika psychologicznego (1979, wyd. 2 1985). 
W 1983 jako konsultant SB był współtwórcą (z prof. Borgoszem) strategii manipulacji śledztwem w sprawie śmiertelnego pobicia Grzegorza Przemyka, proponując przedstawienie „pogłosek” o pobiciu go przez milicję jako „próby skłócenia społeczeństwa z władzą” oraz szeroko zakrojoną akcję oczerniania zarówno ofiary, jak i jego rodziny oraz świadków pobicia.
Członek Komitetu Nauk Psychologicznych Polskiej Akademii Nauk. Autor ponad 20 książek naukowych.
Pochowany na cmentarzu Rakowickim (kwatera XXVIIIC-2-3,4).

## Publikacje
- Teoria postaci i psychologia postaci (1951)
- Psychologia zapamiętywania (1957)
- Psychologia człowieka dorosłego (1959)
- Psychologia. Zarys podręcznikowy (t. 1–2 1962–1966)
- Wielki spór o psychikę (1972)
- Sumienie. Studium psychologiczne. Warszawa 1988. ISBN 83-05-11711-1.
- Osiem szkiców do teorii osobowości (1990)
- Psychologia (1990)

## Ordery, odznaczenia i wyróżnienia[5]
- Order Sztandaru Pracy I klasy
- Krzyż Oficerski Orderu Odrodzenia Polski
- Krzyż Kawalerski Orderu Odrodzenia Polski
- Złoty Krzyż Zasługi
- Medal 30-lecia Polski Ludowej
- Medal 40-lecia Polski Ludowej
- Medal 10-lecia Polski Ludowej (15 stycznia 1955)[6]
- Medal „Za zasługi dla obronności kraju”[1]
- Medal Komisji Edukacji Narodowej
- Medal im. Ludwika Waryńskiego (1988)[7]
- Odznaka tytułu honorowego „Zasłużony Nauczyciel PRL”
- Odznaka „Zasłużony dla Polskiego Towarzystwa Psychologicznego” (1980)[8][9]
- Nagroda im. Ludwika Waryńskiego (1989) za pracę "Sumienie. Studium psychologiczne" ("Książka i Wiedza", 1988)[10]